# Hârlău
Hârlău, alte Schreibweise  Hîrlău, ([ˈhɨrləu]; Ausspracheⓘ; deutsch Hirlau oder Crolow, ungarisch Harló) ist eine Stadt im Kreis Iași in der Westmoldau in Rumänien. 

## Lage
Hârlău liegt im Westen der Moldauebene (Câmpia Moldovei). Die Kreishauptstadt Iași befindet sich etwa 60 km südöstlich von Hârlău entfernt.

## Geschichte
Die erste urkundliche Erwähnung erfolgte 1384, als ein Palast der Mutter des moldauischen Herrschers Petru I. beschrieben wurde. Ende des 15. Jahrhunderts wurde Hârlău ein Residenzort des Fürsten Ștefan cel Mare. Dieser ließ 1486 den Palast erneuern und 1492 die St.-Georgs-Kirche errichten, das erste Bauwerk der Region mit einer Außenmalerei. Am 12. Juli 1499 wurde in Hârlău der Friedensvertrag zwischen Ștefan cel Mare und dem polnischen König Johann I. Albrecht geschlossen. Stefan IV. der Moldau, der Enkel des großen Woiwoden, schloss hier  am 4. Mai 1518 ein Friedens- und Beistandsabkommen mit König Sigismund I. von Polen ab.
Zu Beginn des 17. Jahrhunderts – unter der Herrschaft von Radu Mihnea – wurde der Ort erneut Fürstenresidenz. Danach nahm die Bedeutung von Hârlău ab.
In der Folge wurde Hârlău ein Zentrum jüdischen Lebens in der Moldau. Ende des 18. Jahrhunderts kam es zu einem wirtschaftlichen Aufschwung; es entstanden eine Glas- und eine Papierfabrik. 1831 kam es zu einem Bauernaufstand. Noch 1913 stellten die Juden nahezu alle Handwerker und alle Händler in Hârlău. Im Herbst 1940 – vor dem Überfall auf die Sowjetunion – lagerten deutsche Truppen in der Stadt. Gleichzeitig waren in Rumänien Marschall Ion Antonescu und die faschistische Eiserne Garde an der Macht; so begann eine Verfolgung der Juden durch rumänische Behörden. Ein Teil wurde zur Zwangsarbeit nach Bessarabien verbracht. Eine vermutlich von deutschen militärischen Einheiten geplante Deportation wurde Anfang 1944 durch die rasch näher rückende Front verhindert. Nach dem Krieg wanderten nahezu alle Juden aus. 1968 wurde Hârlău zur Stadt erklärt. Die wichtigsten Erwerbszweige sind die Landwirtschaft (u. a. Wein- und Obstbau), die Lebensmittel- und Textilindustrie sowie die Holzverarbeitung.

## Bevölkerung
1886 lebten in Hârlău etwa 4000 Einwohner, von denen sich 2718 als Juden bezeichneten. Die Hälfte der Juden wanderte 1899 und 1900 nach Amerika aus. Die Zahl der Juden im Ort blieb jedoch nahezu unverändert, weil Juden aus benachbarten Dörfern zuzogen. Durch stärkere Zuwanderung von Rumänen verschob sich jedoch die relative Zusammensetzung. Nach dem Zweiten Weltkrieg (1948) waren von 4172 Einwohnern immer noch 1936 Juden. Bei der Volkszählung 2002 lebten in der Stadt 11.268 Personen, davon 7807 in der eigentlichen Stadt und 3461 in der eingemeindeten Ortschaft Pârcovaci. 10.761 waren Rumänen, 484 Roma und nur noch 10 Juden.

## Verkehr
Hârlău ist Endpunkt einer von Iași führenden Eisenbahnlinie. Dorthin verkehren derzeit (2009) etwa vier Nahverkehrszüge täglich. Durch die Stadt verläuft die Europastraße 58. Es bestehen regelmäßige Busverbindungen nach Iași.

## Sehenswürdigkeiten
- Kirche Sfântu Gheorghe (1492)
- Ruinen des Fürstenpalastes (14. Jahrhundert)
- Ethnographisches und Historisches Museum
- Große Synagoge (Hârlău)
- Jüdischer Friedhof

## Persönlichkeiten
- Mihail Davidoglu (1910–1987), Dramatiker
- Carol Iancu (* 1946), jüdisch-rumänisch-französischer Historiker[9]